# Lars-Erik ”Labbe” Grimelund
Lars-Erik "Labbe" Grimelund, tidigare Niklas Lars-Erik Grimelund, född 17 juni 1968 i Norge, är en svensk musiker, mest känd som trumslagare i Håkan Hellströms kompband sedan 2001. Han spelar sedan 2017 i bandet Bongo Riot tillsammans med Finn Björnulfson.